# 68EC000
Le 68EC000 est un microprocesseur 16 bits cadencé à 11,3 MHz produit par Motorola. Il s'agit d'une version à bas coût du 68000.
Ce CPU a notamment servi comme contrôleur son sur la console de salon Sega Saturn et avait déjà également servi de processeur central de la Mega Drive.